# ديفيد ليندسي (لاعب كرة قدم)
ديفيد ليندسي (بالإنجليزية: David Lindsay)‏ (17 مايو 1966 في المملكة المتحدة - ) هو لاعب كرة قدم بريطاني في مركز الدفاع. لعب مع كريستال بالاس وويلينج يونايتد.